# Парламентские выборы на Мадагаскаре (2024)
Парламентские выборы на Мадагаскаре состоялись 29 мая 2024 года. Были избраны 163 члена Национального собрания. Выборы состоялись через несколько месяцев после того, как Андри Радзуэлина был переизбран на президентских выборах, состоявшихся в ноябре 2023 года.
Правящая партия «Молодые решительные малагасийцы» осталась крупнейшей партией в парламенте, однако потеряла абсолютное большинство.

## Электоральная система
163 члена Национального собрания избираются посредством параллельной системы голосования: 87 депутатов избираются в одномандатных округах по мажоритарному голосованию, а остальные 76 избираются в 38 многомандатных округах (по два мандата в каждом) по закрытому списку пропорционального представительства методом наибольшего среднего показателя.
На этих выборах право голоса имеют почти 12 миллионов человек. В выборах участвовало более 450 кандидатов.

## Ход голосования
Голосование проходило с 06:00 до 17:00 29 мая. За ходом следили наблюдатели от Африканского союза и Сообщества развития Юга Африки. Выборы проводились Независимой национальной избирательной комиссией Мадагаскара (ННИК). Для проведения выборов был повышен уровень безопасности. 1 июня Обсерватория Сафиди, крупнейшая в стране группа по наблюдению за выборами, выразила сомнение в нейтральности, беспристрастности и независимости ННИК при проведении голосования. Публикация предварительных результатов ННИК первоначально планировалась на 8 июня, но была перенесена на 11 июня.

## Результаты
|                                                   |                                                                                      |            |       |       |       |     |  |  |  |
| Партия                                            | Партия                                                                               | Голоса     | %     | +/-   | Места | +/- |  |  |  |
|                                                   | Молодые решительные малагасийцы                                                      | 2 184 887  | 40,39 | ▲5,62 | 84    | ▬0  |  |  |  |
|                                                   | Я люблю Мадагаскар                                                                   | 768 779    | 14,21 | ▲3,41 | 22    | ▲6  |  |  |  |
|                                                   | Партия фундаментальных изменений                                                     | 125 43     | 2,32  | ▲2,13 | 4     | ▲4  |  |  |  |
|                                                   | Малагасийский коллектив                                                              | 96 478     | 1,78  | ▲1,32 | 1     | ▬0  |  |  |  |
|                                                   | Партия зелёных Мадагаскара                                                           | 34 932     | 0,36  | новая | 1     | ▲1  |  |  |  |
|                                                   | Группа молодых малагасийских патриотов                                               | 17 708     | 0,33  | ▼0,03 | 1     | ▬0  |  |  |  |
|                                                   | Союз за возрождение Мадагаскара                                                      | 3 264      | 0,06  | ▼0,34 | 0     | ▬0  |  |  |  |
|                                                   | Экономический либерализм и демократические действия для национального восстановления | 2 410      | 0,04  | ▼0,61 | 0     | ▬0  |  |  |  |
|                                                   | Прочие партии                                                                        | 22 994     | 0,43  | ▼6,92 | 0     | ▬0  |  |  |  |
|                                                   | Независимые                                                                          | 1 945 396  | 35,96 | ▼8,93 | 50    | ▲4  |  |  |  |
| Недействительных/пустых бюллетеней                | Недействительных/пустых бюллетеней                                                   | 207 227    | 3,69  | ▼0,05 | –     | –   |  |  |  |
| Всего                                             | Всего                                                                                | 5 616 733  | 100   | –     | 163   | ▲12 |  |  |  |
| Зарегистрированных избирателей / Явка             | Зарегистрированных избирателей / Явка                                                | 11 631 156 | 48,03 | ▲7,05 | –     | –   |  |  |  |
| Источник: Высокий конституционный суд Мадагаскара |                                                                                      |            |       |       |       |     |  |  |  |